# Diocesi di Grand-Bassam
La diocesi di Grand-Bassam (in latino Dioecesis Bassam Maioris) è una sede della Chiesa cattolica in Costa d'Avorio suffraganea dell'arcidiocesi di Abidjan. Nel 2021 contava 452.450 battezzati su 2.058.430 abitanti. È retta dal vescovo Raymond Ahoua, F.D.P.

## Territorio
La diocesi si trova nella parte sud-orientale della Costa d'Avorio e comprende i comuni di Port-Bouët e Koumassi della città di Abidjan, e l'intera regione di Sud-Comoé nella parte meridionale del distretto di Comoé (ossia i dipartimenti di Grand-Bassam, Adiaké, Aboisso e Tiapoum).
Sede vescovile è la città di Grand-Bassam, dove si trova la cattedrale del Sacro Cuore di Gesù.
Il territorio è suddiviso in 52 parrocchie, raggruppate in 6 settori: Koumassi, Port-Bouët, Grand-Bassam, Bonoua, Aboisso e Maféré.

## Storia
La diocesi è stata eretta l'8 giugno 1982 con la bolla De universa Ecclesia di papa Giovanni Paolo II, ricavandone il territorio dall'arcidiocesi di Abidjan.

## Cronotassi dei vescovi
Si omettono i periodi di sede vacante non superiori ai 2 anni o non storicamente accertati.
- Joseph Akichi † (8 giugno 1982 - 5 aprile 1993 deceduto)
- Paul Dacoury-Tabley (19 dicembre 1994 - 27 marzo 2010 ritirato)
- Raymond Ahoua, F.D.P., dal 27 marzo 2010

## Statistiche
La diocesi nel 2021 su una popolazione di 2.058.430 persone contava 452.450 battezzati, corrispondenti al 22,0% del totale.
| anno | popolazione | popolazione | popolazione | presbiteri | presbiteri | presbiteri | presbiteri                | diaconi | religiosi | religiosi | parrocchie |
| anno | battezzati  | totale      | %           | numero     | secolari   | regolari   | battezzati per presbitero | diaconi | uomini    | donne     | parrocchie |
| ---- | ----------- | ----------- | ----------- | ---------- | ---------- | ---------- | ------------------------- | ------- | --------- | --------- | ---------- |
| 1990 | 137.811     | 879.845     | 15,7        | 30         | 11         | 19         | 4.593                     |         | 33        | 44        | 13         |
| 1999 | 230.841     | 962.886     | 24,0        | 52         | 27         | 25         | 4.439                     |         | 28        | 86        | 15         |
| 2000 | 230.841     | 962.886     | 24,0        | 54         | 29         | 25         | 4.274                     |         | 28        | 86        | 15         |
| 2001 | 230.841     | 962.886     | 24,0        | 60         | 35         | 25         | 3.847                     |         | 28        | 86        | 15         |
| 2002 | 230.841     | 962.886     | 24,0        | 65         | 40         | 25         | 3.551                     |         | 28        | 86        | 16         |
| 2003 | 230.841     | 962.886     | 24,0        | 65         | 40         | 25         | 3.551                     |         | 28        | 86        | 18         |
| 2004 | 230.841     | 962.886     | 24,0        | 66         | 41         | 25         | 3.497                     |         | 29        | 96        | 18         |
| 2006 | 185.000     | 1.345.208   | 13,8        | 105        | 69         | 36         | 1.761                     |         | 41        | 99        | 26         |
| 2013 | 401.243     | 1.639.000   | 24,5        | 99         | 97         | 2          | 4.052                     |         | 18        | 66        | 44         |
| 2016 | 413.761     | 1.764.000   | 23,5        | 108        | 81         | 27         | 3.831                     |         | 48        | 73        | 45         |
| 2019 | 430.890     | 1.959.500   | 22,0        | 99         | 71         | 28         | 4.352                     |         | 52        | 70        | 50         |
| 2021 | 452.450     | 2.058.430   | 22,0        | 115        | 87         | 28         | 3.934                     |         | 54        | 70        | 52         |